# Камара, Арафан
Арафан Камара (фр. Arafan Camara; 2 января 1948, Французская Западная Африка — 6 января 2008, Гвинея) — гвинейский государственный и военный деятель, генерал, министр обороны Гвинеи (28 марта — 12 мая 2007).
Занял пост  министра обороны 28 марта 2007 года после того, как массовые протесты в стране вынудили сформировать новое правительство. Уволен с поста после того, как солдаты подняли бунт против ухудшения условий службы и восстановления в должности уволенных ранее военачальников. 